# 少女A (椎名もたの曲)
「少女A」（しょうじょエー）は、音声合成ソフト・鏡音リン歌唱のVOCALOID楽曲。2013年10月17日、日本のボカロP・椎名もたによって発表された。

## 概要
2013年10月17日に当時18歳の椎名もたがYouTubeやニコニコ動画などで公開した後、2015年3月4日にリリースされた同氏の3rdアルバム『生きる』にアレンジを変えたバージョンが収録された。
椎名が逝去してから8年後の2023年3月9日、生前交友関係にあったシンガーソングライターのササノマリイによるリミックスである「少女A - one day After Another Remix-」が公開された。
2024年7月14日、YouTubeにてこの曲のPVが一億回再生を突破した。ボカロ曲としては、「グッバイ宣言」、「ECHO」に次いで3例目。また鏡音リンを使用した楽曲としては史上初の快挙となった。
2025年3月11日、YouTubeにて「グッバイ宣言」の再生回数を抜き、ボカロ楽曲で最も再生数の多い曲となった。入れ替わりが発生したのは、2021年8月12日以来、約3年7ヶ月振りである。

### 海外でのヒット
2023年9月14日、「海外でヒットしている日本の楽曲ランキング」であるBillboard JapanのGlobal Japan Songs Excl. Japanにおいて同曲は8位を記録した（ボーカロイドを用いた楽曲、かつインディーズ・レーベルから発表された楽曲としては異例）。柴那典は本曲の世界的なヒットについて、この時期に「少女A」の音源を用いたTikTokの動画が注目を集めたことによる自然発生的なバイラルが続き、その話題性がSpotifyなど音楽配信ストリーミングサービスの再生回数にも波及したとしている。